# Rudnik
Rudnik je infrastruktura za pridobivanje (izkopavanje) materialov na območju nahajališča energetskih ali mineralnih surovin, ki so hkrati neobnovljivi viri. Rudniki se nahajajo na zemeljskem površju (dnevni kop) ali pod njim. Izraz rudnik je neposredno povezan z izrazom ruda, ki izhaja iz staroslovanskega izraza za rdečo barvo. Industrijska panoga, ki se ukvarja z izkopavanjem teh materialov, je rudarstvo (montanistika pa je veda o rudah in rudarstvu). Med izkopane materiale sodijo vse vrste kovin, premog, diamanti, sol itd. 
Zavetnik rudarjev je sveta Barbara.